# Дорчестер
До́рчестер  (англ. Dorchester, у давнину Durnovaria і Durinum, по-саксонськи Dornceaster) — головне місто англійського графства Дорсет, на річці Фром. 
У околиці міста збереглося багато цікавих руїн римських часів. 
Розвинена торгівля.

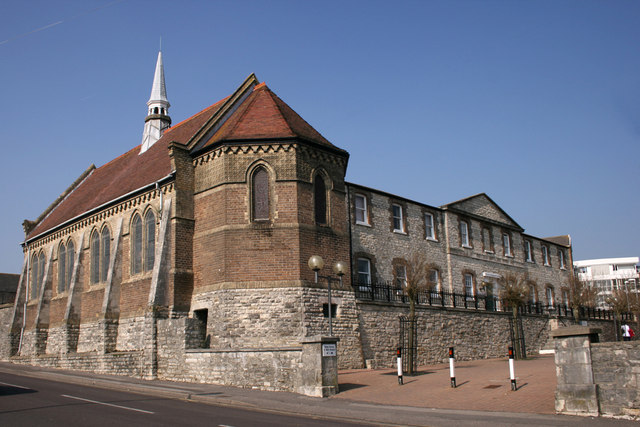
Дорчестер

Населення у 2001 році становило 16 171 особу.

## Див. також

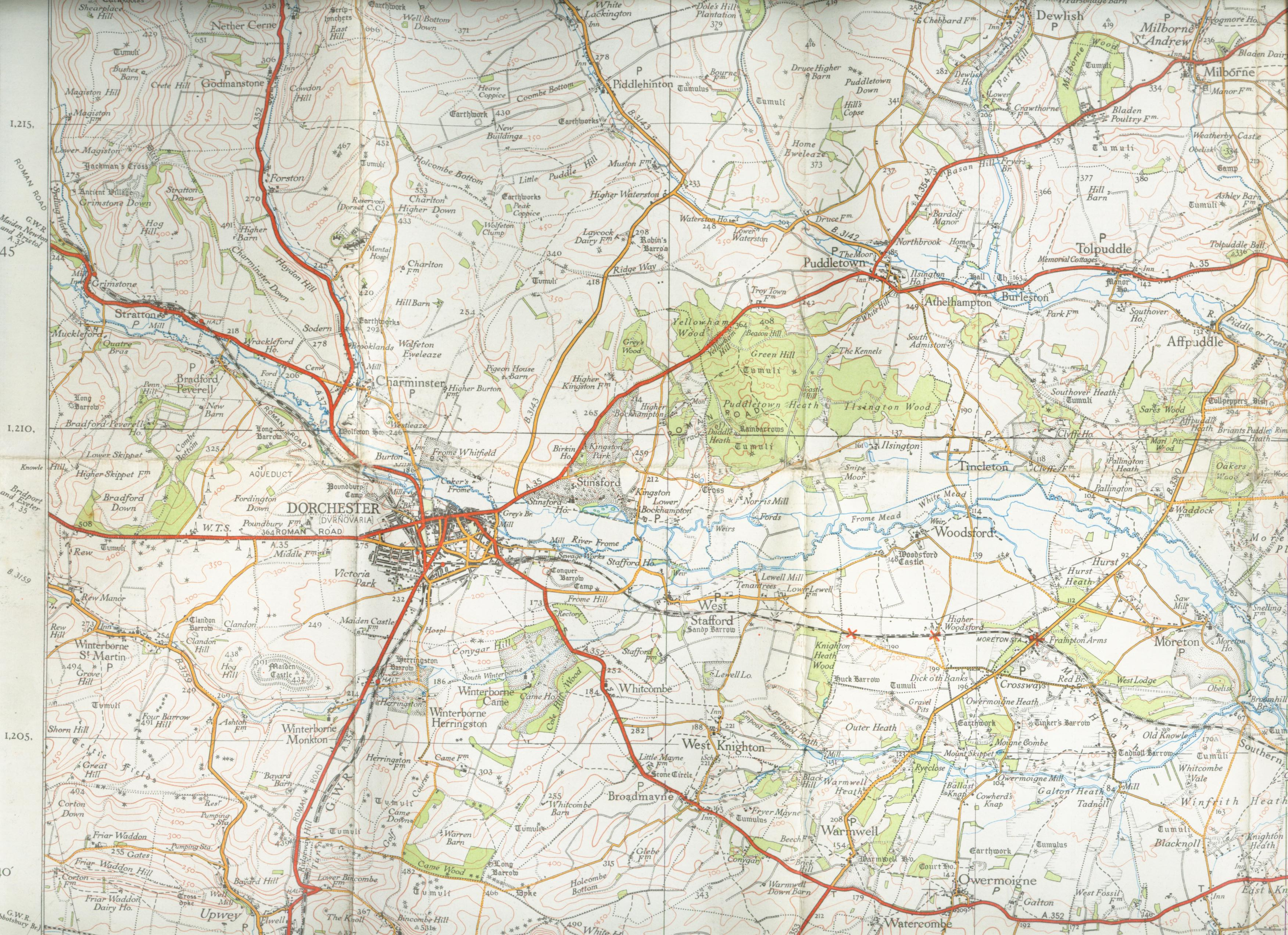
Мапа Дорчестера, 1937 р.